# Йоахім Суттон
Йоахім Суттон (дан. Joachim Sutton, нар. 15 травня 1995) — данський веслувальник, бронзовий призер Олімпійських ігор 2020 року.

## Виступи на Олімпіадах
| Олімпіада  | Дисципліна | Місце |
| ---------- | ---------- | ----- |
| Токіо 2020 | двійки     | 3     |

## Зовнішні посилання
- Йоахім Суттон [Архівовано 29 липня 2021 у Wayback Machine.] на сайті FISA.

1. 1 2 3 4  Joachim Sutton
2. ↑  https://olympics.com/tokyo-2020/olympic-games/en/results/rowing/athlete-profile-n1366762-sutton-joachim.htm
3. 1 2  https://www.linkedin.com/in/joachim-sutton-9ba8ba14a/